# قوشچی (سرآب)
قوشچی یکی از روستاهای استان آذربایجان شرقی است که در دهستان ابرغان بخش مرکزی شهرستان سرآب واقع شده‌است. روستای قوشچی در دهستان ابرغان، ۴۶ کیلومتری شهر سرآب، استان آذربایجان شرقی و در ارتفاع ۳۵۰۰ متری از سطح دریا و در رشته‌کوه بزگوش واقع شده‌است. راه مواصلاتی ماشین‌رو روستا به سرآب آسفالت شده و دارای بخش‌های کوهستانی است.
وسعت روستای قوشچی در حدود ۱۰۰ کیلومتر مربع می‌باشد. جمعیت روستای قوشچی در حدود ۱۰۰۰ نفر در قالب ۲۰۰ خانوار است. زبان مردم روستای قوشچی ترکی آذربایجانی است.
بافت روستا نیز ترکیبی از سازه‌های قدیمی و جدید است، البته سازه‌های نو بافت غالب را تشکیل می‌دهند و ویلاهای نوساز در ورودی روستا خودنمایی می‌کنند.
زیرساخت‌های این روستا دارای مشکل است و دسترسی به اینترنت مقدور نیست و ارتباط تلفنی گهگاهی قطع و وصل می‌شود. کارهای عمرانی روستا توسط دهیاری تا حدودی در دست اجراست که در برخی مواقع نیاز به کمک و همکاری مسئولین شهر سرآب دارد.

## پیشینه
روستای قوشچی بازمانده روستاهای قدیمی آی‌بلاغی (چشمۀ ماه) و دره‌بوغازی (گردن‌دره) می‌باشد. تأسیس روستای جدید قوشچی از بازماندۀ روستای قبلی نزدیک به ۲۰۰ سال پیش اتفاق افتاده است. در گذشته مسلمانان و ارمنی‌ها در روستای قوشچی همزیستی مسالمت‌آمیزی داشته‌اند و اسامی بازمانده مانند ارمنی‌بلاغی (چشمۀ ارمنی) و ارمنی‌دوش (دشت ارمنی) گواه حضور ارمنی‌هاست. با این وجود ارمنی‌ها مدت‌ها پیش با فروش املاک خود راهی سایر مناطق شدند و امروزه دیگر هیچ ارمنی در این روستا زندگی نمی‌کند.